# Зажече (Ясельський повіт)
Зажече (пол. Zarzecze) — село в Польщі, у гміні Дембовець Ясельського повіту Підкарпатського воєводства.
Населення — 1076 осіб (2011).
У 1975-1998 роках село належало до Кросненського воєводства.

## Демографія
Демографічна структура станом на 31 березня 2011 року:
|          | Загалом | Допрацездатний вік | Працездатний вік | Постпрацездатний вік |
| -------- | ------- | ------------------ | ---------------- | -------------------- |
| Чоловіки | 507     | 113                | 341              | 53                   |
| Жінки    | 569     | 136                | 318              | 115                  |
| Разом    | 1076    | 249                | 659              | 168                  |